# Eickumer Mühlenbach
L'Eickumer Mühlenbach (aussi Kinsbeke) est une rivière de Rhénanie-du-Nord-Westphalie, en Allemagne. Elle se jette dans l'Aa à Herford.